# Christopher Lannert
Christopher Lannert (* 8. Juni 1998 in München) ist ein deutscher Fußballspieler.

## Karriere
Als gebürtiger Münchner, begann der Außenverteidiger Christopher Lannert seine Karriere im Nachwuchs der SpVgg Unterhaching. Nach Zwischenstationen in den Jugendabteilungen des TSV 1860 München und des FC Bayern München wechselte Lannert zum FC Augsburg, wo er in der B-Junioren- und später in der A-Junioren-Bundesliga zum Einsatz kam. Im Sommer 2017 rückte Lannert in den Kader der zweiten Herrenmannschaft der Augsburger auf und spielte fortan in der viertklassigen Regionalliga Bayern. Lannert kam in den folgenden drei Jahren auf 84 Spiele in der Regionalliga Bayern, in denen er sechs Tore erzielte. Sein Vertrag wurde im Sommer 2020 aufgelöst und Lannert war für mehrere Monate vereinslos. Ende Oktober 2020 nahm der Drittligist SC Verl Lannert unter Vertrag. Am 16. November 2020 gab Lannert sein Profidebüt bei der 1:2-Niederlage gegen den VfB Lübeck, als er für Steffen Lang eingewechselt wurde. Acht Tage später erzielte er beim 1:1 gegen den TSV 1860 München sein erstes Tor als Profi. In zwei Spielzeiten absolvierte Lannert insgesamt 65 Drittligapartien und erzielte dabei einen Treffer. Im Sommer 2022 folgte dann der Wechsel zurück zum TSV 1860 München.
Im Sommer 2023 wechselte er ligaintern zum Zweitligaabsteiger Arminia Bielefeld. Mit der Arminia gewann er den Westfalenpokal 2023/24 durch einen 3:1-Sieg über den SC Verl. 2025 gelang ihm mit der Arminia der Aufstieg in die 2. Bundesliga.

## Erfolge
- Westfalenpokalsieger: 2024
- Aufstieg in die 2. Fußball-Bundesliga: 2025